# André Hansen
André Hansen (Oslo, 17 dicembre 1989) è un calciatore norvegese, portiere dell'Odd.

## Carriera

### Club
Nel 2009, Hansen è passato al Lillestrøm, compagine che gli ha permesso di debuttare nell'Eliteserien: ha giocato infatti nella sfida in casa del Brann, dove ha subito tre reti ed il Lillestrøm è uscito sconfitto. È stato titolare anche nel match successivo, stavolta in casa dello Start: anche questo match si è concluso con una sconfitta della sua squadra e Hansen ha subito nuovamente un passivo di tre reti.
L'8 luglio 2010 è stato reso noto il suo passaggio all'Odd Grenland, a partire dal 1º gennaio 2011 e per il successivo quadriennio. Ha esordito in squadra il 20 marzo 2011, schierato titolare nella sconfitta interna per 0-2 contro lo Start.
A settembre 2013, ha subito un infortunio che lo avrebbe tenuto lontano dai campi da gioco per qualche mese: per questo, l'Odd è stato autorizzato ad acquistare un portiere sostitutivo dalla Norges Fotballforbund, nonostante la finestra di trasferimento fosse chiusa.
Il 17 ottobre 2014, il suo nome è stato inserito tra i candidati per la vittoria del premio Kniksen per il miglior portiere del campionato, riconoscimento andato però ad Ørjan Nyland.
Rimasto in squadra per quattro stagioni, Hansen ha totalizzato complessivamente 124 presenze con questa maglia, subendo 157 reti tra tutte le competizioni.
Il 10 ottobre 2014, il Rosenborg ha annunciato sul proprio sito internet l'ingaggio di Hansen, a partire dal 1º gennaio 2015. Ha esordito in squadra il 6 aprile 2015, schierato titolare nella vittoria interna per 5-0 sull'Aalesund. Il 21 ottobre 2015, ha ricevuto la candidatura come miglior portiere del campionato per l'edizione annuale del premio Kniksen, andato poi ancora a Nyland. Il 25 ottobre 2015, con due partite d'anticipo sulla fine del campionato, il Rosenborg si è laureato campione per la 23ª volta nella sua storia: si è trattato invece del primo titolo per Hansen. Il 22 novembre 2015, con la vittoria per 2-0 sul Sarpsborg 08, il Rosenborg ha conquistato la vittoria finale nel Norgesmesterskapet 2015, conquistando così il double.
Il 24 settembre 2016, al termine del 25º turno di campionato in cui il Rosenborg ha superato il Molde all'Aker Stadion col punteggio di 1-3, la squadra si è garantita la vittoria dell'Eliteserien 2016 con cinque giornate d'anticipo sulla fine della stagione, conquistando questo successo per la 24ª volta nella sua storia. Il 24 ottobre successivo ha ricevuto la candidatura come miglior portiere del campionato al premio Kniksen. Il 27 ottobre ha rinnovato il contratto che lo legava al Rosenborg fino al 31 dicembre 2021. Il 20 novembre, a seguito della vittoria per 4-0 sul Kongsvinger nella finale del Norgesmesterskapet 2016, ha contribuito al secondo double consecutivo del suo Rosenborg.
Il 5 dicembre 2023 è stato annunciato il ritorno di Hansen all'Odd: ha firmato un contratto biennale, valido a partire dal 1º gennaio 2024.

### Nazionale
Hansen giocò 7 partite con la maglia della Norvegia under 21. Debuttò il 28 novembre 2008, nella gara amichevole contro la Giordania under 21. Fu convocato dal commissario tecnico Egil Olsen in vista degli impegni amichevoli della Norvegia contro Sudafrica e Zambia. Il 12 gennaio effettuò il suo esordio, schierato titolare nel pareggio a reti inviolate contro lo Zambia.

## Statistiche

### Presenze e reti nei club
Statistiche aggiornate all'11 gennaio 2024.
| Stagione          | Club              | Campionato        | Campionato | Campionato | Coppe nazionali | Coppe nazionali | Coppe nazionali | Coppe continentali | Coppe continentali | Coppe continentali | Supercoppe | Supercoppe | Supercoppe | Totale | Totale |
| Stagione          | Club              | Comp              | Pres       | Reti       | Comp            | Pres            | Reti            | Comp               | Pres               | Reti               | Comp       | Pres       | Reti       | Pres   | Reti   |
| ----------------- | ----------------- | ----------------- | ---------- | ---------- | --------------- | --------------- | --------------- | ------------------ | ------------------ | ------------------ | ---------- | ---------- | ---------- | ------ | ------ |
| 2006              | Skeid             | 2D                | ?          | -?         | CN              | ?               | -?              | -                  | -                  | -                  | -          | -          | -          | ?      | -?     |
| 2007              | Kjelsås           | 2D                | ?          | -?         | CN              | ?               | -?              | -                  | -                  | -                  | -          | -          | -          | ?      | -?     |
| 2008              | Skeid             | 2D                | ?          | -?         | CN              | ?               | -?              | -                  | -                  | -                  | -          | -          | -          | ?      | -?     |
| Totale Skeid      | Totale Skeid      | Totale Skeid      | ?          | -?         |                 | ?               | -?              |                    | -                  | -                  |            | -          | -          | ?      | -?     |
| gen.-lug. 2009    | Lillestrøm        | ES                | 2          | -6         | CN              | 1               | -2              | -                  | -                  | -                  | -          | -          | -          | 3      | -8     |
| lug.-dic. 2009    | KR Reykjavík      | UD                | 8          | -13        | CI+CdL          | ?               | -?              | -                  | -                  | -                  | -          | -          | -          | 8+     | -?     |
| 2010              | Lillestrøm        | ES                | 1          | -2         | CN              | 0               | 0               | -                  | -                  | -                  | -          | -          | -          | 1      | -2     |
| Totale Lillestrøm | Totale Lillestrøm | Totale Lillestrøm | 3          | -8         |                 | 1               | -2              |                    | -                  | -                  |            | -          | -          | 4      | -10    |
| 2011              | Odd               | ES                | 30         | -44        | CN              | 3               | -3              | -                  | -                  | -                  | -          | -          | -          | 33     | -47    |
| 2012              | Odd               | ES                | 29         | -40        | CN              | 1               | -2              | -                  | -                  | -                  | -          | -          | -          | 30     | -42    |
| 2013              | Odd               | ES                | 23         | -28        | CN              | 3               | -3              | -                  | -                  | -                  | -          | -          | -          | 26     | -31    |
| 2014              | Odd               | ES                | 29         | -28        | CN              | 6               | -9              | -                  | -                  | -                  | -          | -          | -          | 35     | -37    |
| Totale Odd        | Totale Odd        | Totale Odd        | 111        | -140       |                 | 13              | -17             |                    | -                  | -                  |            | -          | -          | 124    | -157   |
| 2015              | Rosenborg         | ES                | 28         | -24        | CN              | 5               | -3              | UEL                | 12                 | -15                | -          | -          | -          | 45     | -42    |
| 2016              | Rosenborg         | ES                | 19         | -13        | CN              | 3               | -1              | UCL+UEL            | 0                  | 0                  | -          | -          | -          | 22     | -14    |
| 2017              | Rosenborg         | ES                | 25         | -17        | CN              | 0               | 0               | UCL+UEL            | 4+8                | -3+-13             | SN         | 1          | 0          | 37     | -33    |
| 2018              | Rosenborg         | ES                | 29         | -23        | CN              | 3               | -2              | UCL+UEL            | 4+10               | -5+-15             | SN         | 0          | 0          | 46     | -45    |
| 2019              | Rosenborg         | ES                | 29         | -39        | CN              | 2               | -1              | UCL+UEL            | 8+5                | -7+-10             | -          | -          | -          | 44     | -57    |
| 2020              | Rosenborg         | ES                | 19         | -23        | -               | -               | -               | UEL                | 3                  | -3                 | -          | -          | -          | 22     | -26    |
| 2021              | Rosenborg         | ES                | 26         | -38        | CN              | 3               | -4              | UECL               | 6                  | -8                 | -          | -          | -          | 35     | -50    |
| 2022              | Rosenborg         | ES                | 30         | -44        | CN              | 1               | 0               | -                  | -                  | -                  | -          | -          | -          | 31     | -44    |
| 2023              | Rosenborg         | ES                | 23         | -33        | CN              | 0               | 0               | UECL               | 4                  | -8                 | -          | -          | -          | 27     | -41    |
| Totale Rosenborg  | Totale Rosenborg  | Totale Rosenborg  | 228        | -254       |                 | 17              | -11             |                    | 64                 | -87                |            | 1          | 0          | 310    | -352   |
| 2024              | Odd               | ES                | 0          | 0          | CN              | 0               | 0               | -                  | -                  | -                  | -          | -          | -          | 0      | 0      |
| Totale            | Totale            | Totale            | ?          | -?         |                 | ?               | -?              |                    | 64                 | -87                |            | 1          | 0          | ?      | -?     |

### Cronologia presenze e reti in nazionale
| Cronologia completa delle presenze e delle reti in nazionale ― Norvegia | Cronologia completa delle presenze e delle reti in nazionale ― Norvegia | Cronologia completa delle presenze e delle reti in nazionale ― Norvegia | Cronologia completa delle presenze e delle reti in nazionale ― Norvegia | Cronologia completa delle presenze e delle reti in nazionale ― Norvegia | Cronologia completa delle presenze e delle reti in nazionale ― Norvegia | Cronologia completa delle presenze e delle reti in nazionale ― Norvegia | Cronologia completa delle presenze e delle reti in nazionale ― Norvegia |
| Data                                                                    | Città                                                                   | In casa                                                                 | Risultato                                                               | Ospiti                                                                  | Competizione                                                            | Reti                                                                    | Note                                                                    |
| ----------------------------------------------------------------------- | ----------------------------------------------------------------------- | ----------------------------------------------------------------------- | ----------------------------------------------------------------------- | ----------------------------------------------------------------------- | ----------------------------------------------------------------------- | ----------------------------------------------------------------------- | ----------------------------------------------------------------------- |
| 12-1-2013                                                               | Ndola                                                                   | Zambia                                                                  | 0 – 0                                                                   | Norvegia                                                                | Amichevole                                                              | -                                                                       |                                                                         |
| 11-6-2013                                                               | Oslo                                                                    | Norvegia                                                                | 2 – 0                                                                   | Macedonia                                                               | Amichevole                                                              | -                                                                       |                                                                         |
| 29-3-2016                                                               | Oslo                                                                    | Norvegia                                                                | 2 – 0                                                                   | Finlandia                                                               | Amichevole                                                              | -                                                                       |                                                                         |
| 10-6-2019                                                               | Tórshavn                                                                | Fær Øer                                                                 | 0 – 2                                                                   | Norvegia                                                                | Qual. Euro 2020                                                         | -                                                                       |                                                                         |
| 14-10-2020                                                              | Oslo                                                                    | Norvegia                                                                | 1 – 0                                                                   | Irlanda del Nord                                                        | UEFA Nations League 2020-2021 - 1º turno                                | -                                                                       |                                                                         |
| 27-3-2021                                                               | Malaga                                                                  | Norvegia                                                                | 0 – 3                                                                   | Turchia                                                                 | Qual. Mondiali 2022                                                     | -1                                                                      | 46’                                                                     |
| 2-6-2021                                                                | Malaga                                                                  | Norvegia                                                                | 1 – 0                                                                   | Lussemburgo                                                             | Amichevole                                                              | -                                                                       |                                                                         |
| 6-6-2021                                                                | Malaga                                                                  | Norvegia                                                                | 1 – 2                                                                   | Grecia                                                                  | Amichevole                                                              | -2                                                                      |                                                                         |
| 1-9-2021                                                                | Oslo                                                                    | Norvegia                                                                | 1 – 1                                                                   | Paesi Bassi                                                             | Qual. Mondiali 2022                                                     | -1                                                                      |                                                                         |
| 4-9-2021                                                                | Riga                                                                    | Lettonia                                                                | 0 – 2                                                                   | Norvegia                                                                | Qual. Mondiali 2022                                                     | -                                                                       |                                                                         |
| 29-3-2022                                                               | Oslo                                                                    | Norvegia                                                                | 9 – 0                                                                   | Armenia                                                                 | Amichevole                                                              | -                                                                       |                                                                         |
| Totale                                                                  |                                                                         | Presenze                                                                | 11                                                                      |                                                                         | Reti                                                                    | -4                                                                      |                                                                         |

## Palmarès
- Campionato norvegese: 4

Rosenborg: 2015, 2016, 2017, 2018
- Coppa di Norvegia: 3

Rosenborg: 2015, 2016, 2018
- Supercoppa di Norvegia: 2

Rosenborg: 2017, 2018